# Ny Bakkegård
Ny Bakkegård er et stadig eksisterende tidligere landsted i Rahbeks Allé 34 på Frederiksberg. Det ligger over for Bakkehusmuseet og lå oprindeligt frit, men er nu lukket ind i en karré.
Landstedet er det yngste af fire bakkehuse på Valby Bakke. Det opstod, da dispachør Knud Engelbreth Langberg i 1802 anlagde en lystgård mellem Gammel og Ny Bakkehus. Ældst, øverst på toppen, lå den gamle Bakkegård (senere Ny Carlsberg). Lidt neden for denne lå Gamle Bakkehus (nu Bakkehusmuseet), som Langberg ejede 1799 og 1802 solgte til Knud Lyne Rahbek, og Ny Bakkehus. Det fjerde landsted blev på grund af sine tilliggende jorder kaldt Ny Bakkegård. 
Bygningen er dog opført senere, i 1840 i senklassicistisk stil, af dets mest kendte ejer, konseilspræsident Carl Christian Hall, som havde købt ejendommen samme år, og som boede her til sin død 1888. Her udfoldede sig et rigt selskabs- og salonliv, der mindede om det, der nogle årtier før var foregået på Bakkehuset overfor. Centrum for dette var Halls hustru, Augusta Marie Hall. Blandt gæsterne var kong Christian 8. og dronning Caroline Amalie, Adam Oehlenschläger, A.S. og H.C. Ørsted, N.F.S. Grundtvig, J.P. Mynster, Johan Ludvig Heiberg og Johanne Luise Heiberg.